# Massacre de Vinca
Invasion de la Sicile
- Lampedusa
- Corkscrew
- Mincemeat
- Barclay
- Animals
- Chestnut
- Narcissus
- Fustian
- Ladbroke
- Gela
- Troina
- Centuripe

Invasion de l'Italie
- Baytown
- Avalanche
- Rome
- Slapstick
- Armistice de Cassibile
- Achse
- Naples
- Bombardement du Vatican
- Ligne Volturno
- Libération de la Corse
- Ligne Barbara
- Bombardement de Bari

Ligne Gustave
- Ligne Bernhardt
- Raincoat
- San Pietro Infine
- Rivière Moro
- Ortona
- Rivière Rapido
- Monte Cassino
- Shingle
- Cisterna
- Diadem
- Strangle
- Ligne Trasimene
- Libération de Rome
- Ancône
- Brassard

Ligne gothique
- Rimini
- Saint-Marin
- Gemmano
- Montecieco
- Monte Castello
- Garfagnana

Offensive du printemps 1945
- Tombola
- Bowler
- Roast
- Bologne
- Argenta Gap
- Herring
- Collecchio

Guerre civile italienne
Le massacre de Vinca (en italien : Eccidio di Vinca) est un massacre perpétré près de Fivizzano, en Toscane, par la 16e division SS Reichsführer SS allemande du 24 au 27 août 1944, au cours duquel 162 civils italiens furent assassinés.
Ce fut l'un des nombreux crimes de guerre dans lesquels la division fut impliquée lors de ses opérations en Italie pendant la guerre.

## Massacre
En août 1944, le LXXVe corps d'armée allemand, chargé de la protection de la partie occidentale de la ligne gothique, connait une activité partisane accrue dans les Alpes apuanes. Le 18 août, un officier allemand est tué par des partisans. La 16e division SS, commandée par Max Simon, condamné après la guerre pour son implication dans le massacre de Marzabotto, est chargée d'une opération anti-partisan visant à débarrasser la région des résistants. Après une planification minutieuse et avec l'aide des collaborateurs fascistes italiens des brigades Noires, la SS-Panzer-Aufklärungs-Abteilung 16, sous le commandement de Walter Reder, ainsi que d'autres unités de soutien SS allemandes et de la Wehrmacht, commencent l'opération le 24 août,,.
Les Allemands brûlent des villages et détruisent des églises dans les environs de Fivizzano pendant les trois jours suivants, du 24 au 27 août. Les villages de Gragnola, Monzone Alto, Equi Terme, Corsano, Lorano, Tenerano, Gallogna, Campiglione, Viano, Vezzanello, Cecina, Terma, Posterla et Colla sont visés. Les différentes attaques allemandes convergent vers Vinca, où les civils (principalement des femmes, des enfants et des personnes âgées) ne peuvent s'échapper. Ceux-ci sont massacrés à l'aide de mitrailleuses et de grenades alors qu'ils tentent de se cacher dans les bois et les grottes,,.
Après une escarmouche avec les partisans locaux le 26 août, les troupes allemandes reviennent à Vinca le lendemain. Les civils étant revenus au village sont liquidés et Vinca rasée. Au total, au cours des trois jours d'opération dans la région, la 16e division SS a assassiné au total 162 civils,.

## Conséquences
Avec les massacres de Bardine et de Bergiola Foscalina, le massacre de Vinca figure parmi les actes d'accusation du procès britannique contre le général Max Simon (1899-1961) à Padoue en mai et juin 1947. Simon fut condamné à la réclusion à perpétuité avant d'être gracié en 1954.
En 1951, Walter Reder (1915-1991) fut condamné à la réclusion à perpétuité par un tribunal militaire de Bologne pour les massacres de Vinca et de Marzabotto. En 1985, Reder bénéficia d'une amnistie et fut libéré,,.
Un certain nombre de soldats SS allemands ont été jugés par contumace en 2009 et reconnus coupables, mais aucun ne purgea sa peine,,.
Le colonel Giulio Lodovici, chef des collaborationnistes italiens, fut arrêté en 1948, traduit en justice et libéré faute de preuves. Au total, 64 membres des brigades Noires furent condamnés à la réclusion à perpétuité ou à de longues peines de prison pour le massacre de Vinca mais, grâce à une amnistie générale en 1946, tous furent libérés peu de temps après,.

## Dans la culture populaire
En 2018, le documentaire italo-allemand The name of the father réalisé par Daniele Ceccarini, Paola Settimini, Mario Molinari,(italien : Il nome del padre) est produit. Il raconte l'histoire vraie du fils de Josef Maier, Udo Surer, un avocat allemand originaire de Bavière, qui a découvert en 2004 que son père était impliqué dans les massacres de Vinca et de San Terenzo Monti (en),.